# Acartus hirtus
Acartus hirtus là một loài bọ cánh cứng trong họ Cerambycidae.